# Mourlot et Cie
Mourlot et Cie war ein französischer Hersteller von Automobilen.

## Unternehmensgeschichte
Das Unternehmen aus Boulogne-Billancourt begann 1927 mit der Produktion von Automobilen. Der Markenname lautete Max. 1929 endete die Produktion.

## Fahrzeuge
Angeboten wurden Cyclecars. Es gab ein Einzylindermodell mit 350 cm³ Hubraum und Friktions- bzw. Reibradgetriebe sowie zwei Zweizylindermodelle mit wahlweise 514 cm³ oder 616 cm³ Hubraum, die mit Dreiganggetrieben ausgestattet waren.